# John Carty (Politiker)
John Carty (* 12. August 1950; † 30. Januar 2014) war ein irischer Politiker (Fianna Fáil), von 2002 bis 2007 Abgeordneter im Dáil Éireann und von 2007 bis 2011 Senator im Seanad Éireann.
Carty besuchte das St. Patrick’s College in Ballyhaunis, County Mayo, und das Warrenstown Agricultural College im County Meath. An der National University of Ireland, Maynooth erhielt er ein Diplom in Local History.
Er gehörte dem Mayo County Council an und war von 1999 bis 2003 dessen Vorsitzender. Im Jahr 2002 wurde er für die Fianna Fáil im Wahlkreis Mayo in den 29. Dáil Éireann gewählt. Bei den Wahlen 2007 konnte Carty sein Mandat jedoch nicht verteidigen. Stattdessen wurde er in den 23. Seanad Éireann gewählt.
Carty war verheiratet und hatte acht Kinder, sechs Söhne und zwei Töchter.